# Marcel Costa
Marcel Costa (Guardiola de Berguedà, 4 november 1978) is een Spaans autocoureur.

## Carrière
In 2002 werd Costa kampioen in de Spaanse Formule 3 na een seizoen in het Spaanse GT-kampioenschap, waar hij kampioen werd in zijn klasse. Costa bracht 2004 en 2005 zonder veel racen, met enkel een overwinning in de 24 uur van Barcelona. Echter, met het ontslag van Antonio García bij BMW Team Italië-Spanje (gerund door Roberto Ravaglia), was er een coureursshoot-out tussen Costa en zijn landgenoot Ander Vilariño, wat Costa won. In 2006 reed hij het hele seizoen voor BMW Team Italië-Spanje in het WTCC met de nieuwe BMW 320si. Na een slechte start van het seizoen waarin hij geen punten scoorde, werd Costa vervangen door de ervaren Nederlander Duncan Huisman.